# 增强的缓解体验工具包
增强的缓解体验工具包（英語：Enhanced Mitigation Experience Toolkit，简称EMET）是微软提供的一个适用于微软Windows的免费的安全工具包。它提供了一个统一的接口来开启和微调Windows的众多安全特性。它可以作为防御恶意软件攻击的额外一层，位于防火墙之后，杀毒软件之前。
EMET主要面向系统管理员，不过最新版本也支持任何运行Windows 10、Windows 7、Windows 8.1、Windows Server 2008、Windows Server 2012、Windows Server 2012 R2以及Windows Vista上的用户。安装要求包括已安装Microsoft .NET framework 4.5。较旧版本还可在Windows XP上使用，但部分特性不可用。
该产品的生命周期原定于2017年1月27日结束，但在收到一些反馈后，微软已决定延长至2018年7月31日。
微软于2017年10月发布的秋季创意者更新（1709）版本包含有“Exploit Protection”功能，涵盖了EMET包含的许多功能，并提供迁移路径。